# Големи Дол
Големи Дол (алб. Golemidoll) је насеље у Србији у општини Прешево у Пчињском округу. Према попису из 2022. било је 248 становника.
Големи дол је насеље у једној широј долини у подножју Рујна. У прошлости се ово насеље третирало као махала оближњег и познатог Рељана.
Село је збијено и дели се на две махале: на Горњу малу и Доњу малу.
Након Другог светског рата овде је постојало 32 српска домаћинства.
Назив насеља је у потпуности теренски мотивисан.

## Демографија
У насељу Големи Дол живи 180 пунолетних становника, а просечна старост становништва износи 30,0 година (28,2 код мушкараца и 32,1 код жена). У насељу има 82 домаћинства, а просечан број чланова по домаћинству је 3,59.
Ово насеље је великим делом насељено Албанцима (према попису из 2002. године), а у последња три пописа, примећен је пад у броју становника.
|  |

| Демографија | Демографија | Демографија |
| Година      | Становника  | Становника  |
| ----------- | ----------- | ----------- |
| 1948.       | 360         |             |
| 1953.       | 395         |             |
| 1961.       | 435         |             |
| 1971.       | 447         |             |
| 1981.       | 414         |             |
| 1991.       | 383         | 369         |
| 2002.       | 294         | 384         |
| 2022.       | 248         |             |

| Година пописа     | 1948. | 1953. | 1961. | 1971. | 1981. | 1991. | 2002. |
| ----------------- | ----- | ----- | ----- | ----- | ----- | ----- | ----- |
| Број домаћинстава | 48    | 52    | 60    | 61    | 75    | 79    | 82    |

| Број чланова      | 1  | 2 | 3  | 4  | 5  | 6  | 7 | 8 | 9 | 10 и више | Просек |
| ----------------- | -- | - | -- | -- | -- | -- | - | - | - | --------- | ------ |
| Број домаћинстава | 16 | 8 | 13 | 19 | 13 | 10 | 2 | 1 | 0 | 0         | 3,59   |

| Пол    | Укупно | Неожењен/Неудата | Ожењен/Удата | Удовац/Удовица | Разведен/Разведена | Непознато |
| ------ | ------ | ---------------- | ------------ | -------------- | ------------------ | --------- |
| Мушки  | 105    | 35               | 65           | 5              | 0                  | 0         |
| Женски | 94     | 14               | 67           | 13             | 0                  | 0         |
| УКУПНО | 199    | 49               | 132          | 18             | 0                  | 0         |

| Пол    | Укупно                    | Пољопривреда, лов и шумарство | Рибарство                            | Вађење руде и камена | Прерађивачка индустрија       |
| ------ | ------------------------- | ----------------------------- | ------------------------------------ | -------------------- | ----------------------------- |
| Мушки  | 46                        | 19                            | 0                                    | 0                    | 14                            |
| Женски | 14                        | 11                            | 0                                    | 0                    | 2                             |
| УКУПНО | 60                        | 30                            | 0                                    | 0                    | 16                            |
| Пол    | Производња и снабдевање   | Грађевинарство                | Трговина                             | Хотели и ресторани   | Саобраћај, складиштење и везе |
| Мушки  | 1                         | 0                             | 1                                    | 0                    | 5                             |
| Женски | 0                         | 0                             | 0                                    | 0                    | 1                             |
| УКУПНО | 1                         | 0                             | 1                                    | 0                    | 6                             |
| Пол    | Финансијско посредовање   | Некретнине                    | Државна управа и одбрана             | Образовање           | Здравствени и социјални рад   |
| Мушки  | 0                         | 0                             | 3                                    | 2                    | 0                             |
| Женски | 0                         | 0                             | 0                                    | 0                    | 0                             |
| УКУПНО | 0                         | 0                             | 3                                    | 2                    | 0                             |
| Пол    | Остале услужне активности | Приватна домаћинства          | Екстериторијалне организације и тела | Непознато            | Непознато                     |
| Мушки  | 0                         | 0                             | 0                                    | 1                    | 1                             |
| Женски | 0                         | 0                             | 0                                    | 0                    | 0                             |
| УКУПНО | 0                         | 0                             | 0                                    | 1                    | 1                             |

| Етнички састав према попису из 2002.‍ | Етнички састав према попису из 2002.‍ | Етнички састав према попису из 2002.‍ | Етнички састав према попису из 2002.‍ | Етнички састав према попису из 2002.‍ |
| ------------------------------------ | ------------------------------------ | ------------------------------------ | ------------------------------------ | ------------------------------------ |
|                                      |                                      |                                      |                                      |                                      |
| Албанци                              | Албанци                              |                                      | 266                                  | 90,47%                               |
| Срби                                 | Срби                                 |                                      | 28                                   | 9,52%                                |

| Етнички састав према попису из 2022.‍ | Етнички састав према попису из 2022.‍ | Етнички састав према попису из 2022.‍ | Етнички састав према попису из 2022.‍ | Етнички састав према попису из 2022.‍ |
| ------------------------------------ | ------------------------------------ | ------------------------------------ | ------------------------------------ | ------------------------------------ |
|                                      |                                      |                                      |                                      |                                      |
| Албанци                              | Албанци                              |                                      | 242                                  | 97,6%                                |
| Срби                                 | Срби                                 |                                      | 6                                    | 2,4%                                 |